# Muraltia acerosa
Muraltia acerosa är en jungfrulinsväxtart som beskrevs av William Henry Harvey. Muraltia acerosa ingår i släktet Muraltia och familjen jungfrulinsväxter. Inga underarter finns listade i Catalogue of Life.